# 台湾蚊子草
台湾蚊子草（学名：Filipendula kiraishiensis），为蔷薇科蚊子草属下的一个种。多年生草本，高约30厘米。茎被稀疏柔毛。產於台湾高山，海拔约3000米。

## 扩展阅读
維基物種上的相關：台湾蚊子草